# روبرت كيشيرلوفسكي
روبرت كيشيرلوفسكي (بالكرواتية: Robert Kišerlovski)‏ (و. 1986  م) هو راكب دراجة هوائية كرواتي، ولد في تشاتشاك، شارك في طواف إسبانيا، وطواف إيطاليا 2014، وسباق طواف فرنسا 2017، وطواف إسبانيا 2013، وطواف فرنسا، وطواف فرنسا 2018.

## سجل الفوز

### سباقات أو مراحل فاز بها
| التاريخ        | السباق                                   | المركز                                                                      |
| -------------- | ---------------------------------------- | --------------------------------------------------------------------------- |
| 01 يناير 2006  | 2006 Grand Prix Kranj                    | المركز الثاني                                                               |
| 11 يونيو 2006  | 2006 طواف سلوفينيا                       | المركز الثالث                                                               |
| 01 يناير 2007  | 2007 Gran Premio Palio del Recioto       |                                                                             |
| 14 يونيو 2008  | طواف سلوفينيا 2008                       | المركز الثالث                                                               |
| 25 أبريل 2010  | جيرو أبنينس 2010                         | الفائز في التصنيف العام                                                     |
| 30 مايو 2010   | طواف إيطاليا 2010                        | العاشر في التصنيف العام، الثاني في تصنيف أفضل شاب                           |
| 29 مايو 2011   | طواف إيطاليا 2011                        | التاسع في تصنيف أفضل شاب                                                    |
| 11 سبتمبر 2011 | طواف إسبانيا 2011                        | المرتبة 18 في التصنيف العام                                                 |
| 11 مارس 2012   | باريس-نيس 2012                           | التاسع في التصنيف العام                                                     |
| 07 أبريل 2012  | طواف إقليم الباسك 2012                   | المرتبة 11 في التصنيف العام، الرابع في تصنيف النقاط، الثامن في تصنيف الجبال |
| 18 أبريل 2012  | فليش والون 2012                          | الخامس في التصنيف العام                                                     |
| 24 يونيو 2012  | سباق الطريق للرجال في بطولة كرواتيا 2012 | المركز الثالث                                                               |
| 23 يونيو 2013  | سباق الطريق للرجال في بطولة كرواتيا 2013 | الفائز في التصنيف العام                                                     |

## روابط خارجية
- روبرت كيشيرلوفسكي على موقع الاتحاد الدولي للدراجات (الإنجليزية)
- روبرت كيشيرلوفسكي على موقع أرشيف الدراجات (الإنجليزية)
- روبرت كيشيرلوفسكي على موقع إحصائيات الدراجات الإحترافية (الإنجليزية)
- روبرت كيشيرلوفسكي على موقع نسبة الدراجات (الإنجليزية)
- روبرت كيشيرلوفسكي على موقع CycleBase (الإنجليزية)